# Edmund Oppitz
Edmund Oppitz (?-1736), někdy též Opitz, byl německy hovořící františkán, který působil v českých zemích a náležel do české františkánské provincie sv. Václava.

## Život a působení
Do františkánského řádu mohl vstoupit někdy okolo roku 1700. Roku 1706 dokončil řádová studia teologie v Olomouci. V následujících letech 1707 až 1708 již potkáváme bratra Oppitze jako vysvěceného kněze se základními zkušenostmi, který působil jako sváteční kazatel konventu v Jindřichově Hradci. Dle františkánských řádových doporučení a zvyklostí byl pak zřejmě přeložen do jiného kláštera, kterých vystřídal za svůj život více. V některých byl – zřejmě pro své dobré organizačních schopnosti – zvolen představeným (kvardiánem). V letech 1719 až 1720 řídil klášter v Moravské Třebové. Následně, v letech 1720 až 1722, byl kvardiánem kláštera v Hejnicích.  Poté žil v plzeňském klášteře, kde v letech 1720-22 zastupoval představeného jako klášterní vikář.  V letech 1723 až 1725 řídil později zaniklý františkánský klášter u Sv. Barbory v Opavě.
Buď během svého působení v Hejnicích nebo krátce poté v následujících letech sepsal bratr Edmund poutnickou příručku týkající se hejnického poutního mariánského místa: Fruchtbarer und Schattenreicher Linden-Baum, Das ist: Mariae der Wunderthätigen Mütter Gottes in Heundorff Ursprung. Knihu, která získala potřebná řádová a arcibiskupská schválení v roce 1731, se podařilo vytisknout o rok později v arcibiskupské tiskárně v Praze. Autor dílo věnoval Panně Marii Hejnické a Filipu Josefu Gallasovi, držiteli frýdlantského panství, kam Hejnice patřily, a jenž zřejmě vydání díla sponzoroval. Kromě popisu poutního místa a legendy o jeho vzniku do knihy zahrnul i několik katechezí včetně kontroverzistických konfesních otázek okolo slavení mší, modliteb za zemřelé, procesí apod. v česko-saském pohraničí jistě aktuálních. Dílo praktického kapesního formátu obsahuje několik modliteb a také soupis více či méně autorizovaných zázraků, které se měly udát v Hejnicích v první polovině 18. století.
Františkán Edmund Oppitz zemřel 25. října 1736 v Kroměříži.